# Solifluxion
Ne doit pas être confondu avec Liquéfaction du sol ou Sable mouvant.

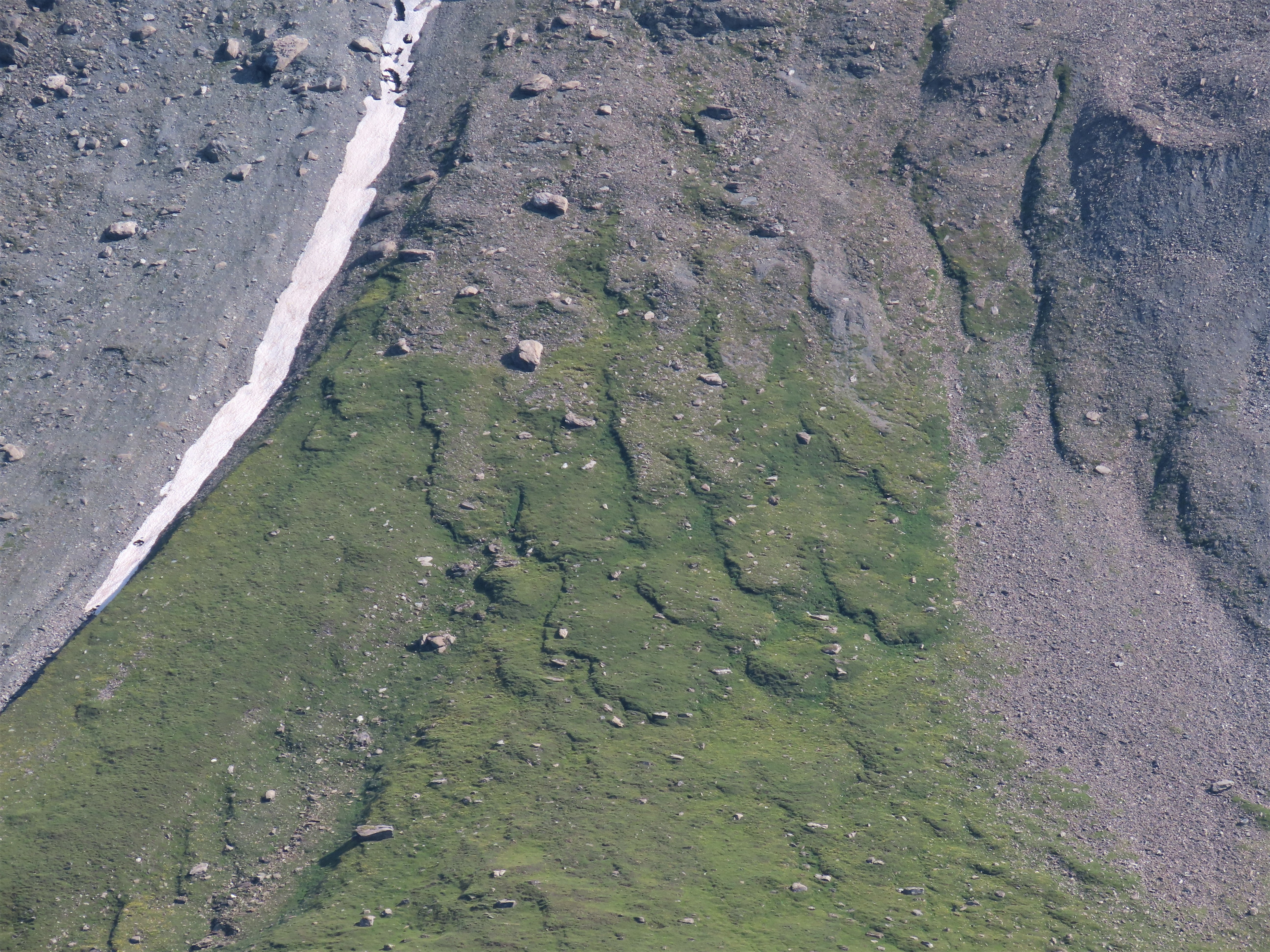
Lobes de solifluxion sur une pente herbeuses en Savoie (France).

La solifluxion est la descente, sur un versant, de matériaux boueux ramollis par l'augmentation de leur teneur en eau liquide.
Pendant la saison chaude la couche en surface  (ou couche active) se met à fondre et glisse littéralement sur la couche inférieure solidifiée par le gel à une vitesse de 0,5 à 1,5 cm par an. En Allemagne, les dépôts de solifluxion datant du Dryas récent ont une épaisseur homogène de 0,4 à 0,7 mètre.
Les dépôts en bas des pentes qui résultent de la solifluxion sont appelés colluvions.
Contrairement à d'autres types de glissements de terrain tels que les coulées de boue après des pluies torrentielles ou les coulées de débris, le processus de solifluxion est graduel, voire imperceptible.
On parle de coulée, de chenal et de loupe de solifluxion, de lobes, de terrasses, ou de glissements en pied de vache.

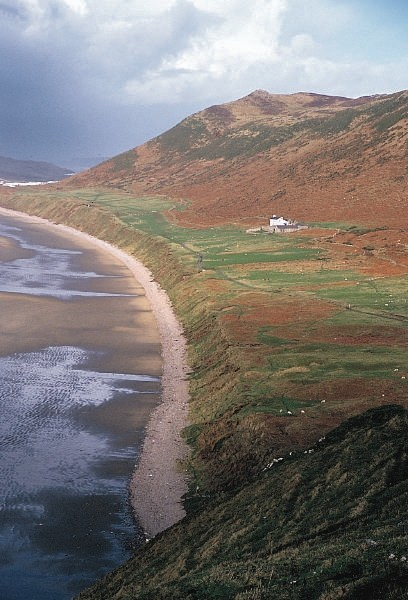
Ce relief qui ressemble à une plage surélevée à Rhossili (pays de Galles), est en fait une terrasse de solifluxion.
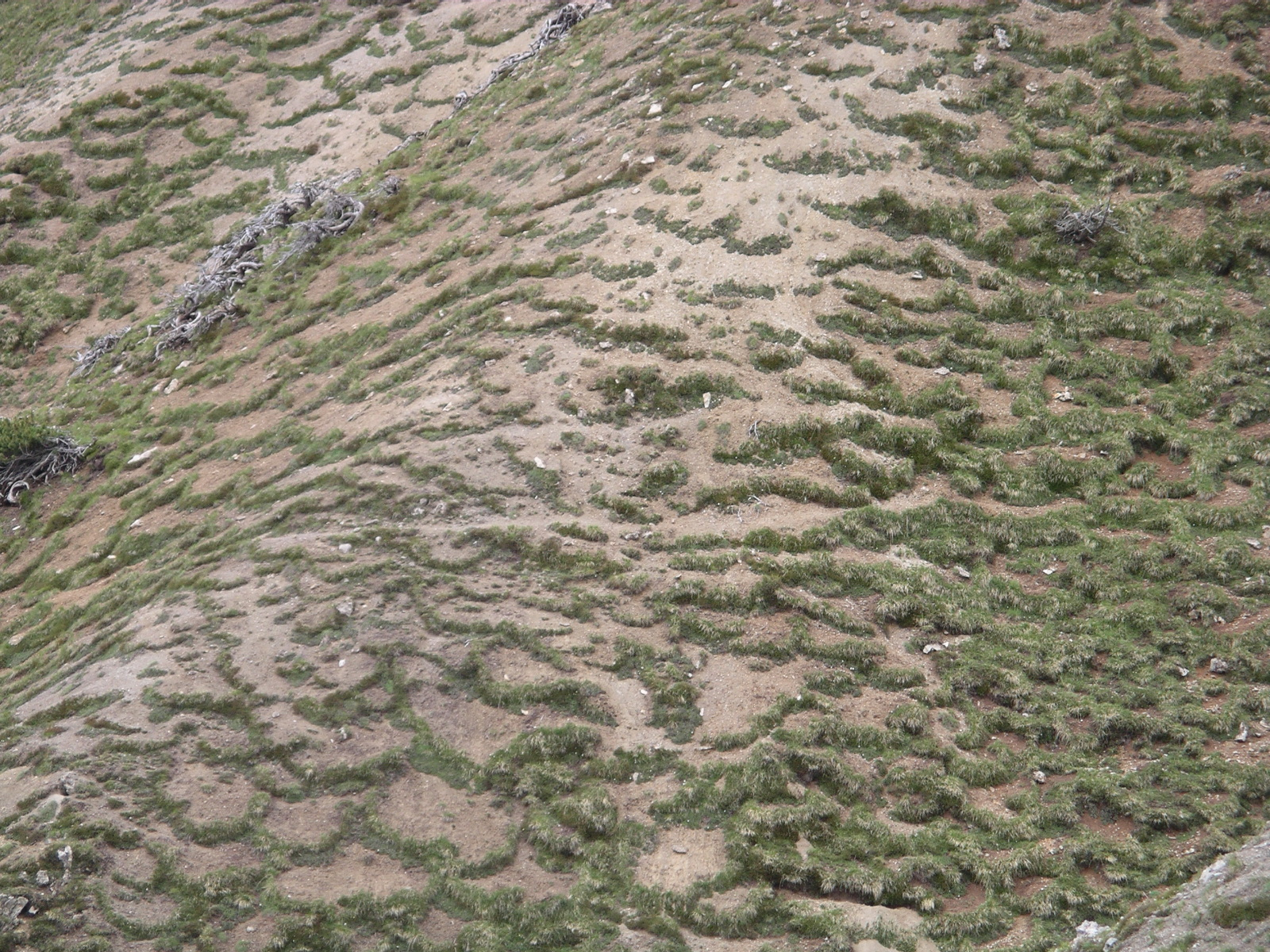
Guirlande de solifluxion au parc national suisse.